# Mundia (Uttar Pradesh)
Mundia es un pueblo y nagar Panchayat situado en el distrito de Badaun en el estado de Uttar Pradesh (India). Su población es de 6384 habitantes (2011). 

## Demografía
Según el  censo de 2001 la población de Mundia era de 6242 habitantes, de los cuales el 53% eran hombres y el 47% eran mujeres. Mundia tiene una tasa media de alfabetización del 42%, inferior a la media nacional del 59,5%: la alfabetización masculina es del 51%, y la alfabetización femenina del 32%.